# Daniel Mancini
Daniel Mancini (Arroyito, Córdoba, Argentina, 11 de noviembre de 1996) es un futbolista argentino que juega como centrocampista en el Panathinaikos F. C. de la Superliga de Grecia.

## Trayectoria
Nació en Arroyito el 11 de noviembre de 1996, donde jugó en el Club Deportivo y Cultural Arroyito. A los 12 se sumó a las filas de Proyecto Crecer de San Francisco. Allí disputó un Nacional de Baby Fútbol y luego la Liga Regional de San Francisco.
Llegó en 2014 a Newell's, gracias a un convenio de reciprocidad institucional en la formación de juveniles entre el club Girondins de Bordeaux, que milita en la Ligue 1 de Francia, y el Proyecto Crecer. El convenio, significa que anualmente Newell’s puede elegir cinco jugadores de Crecer para sumar a sus categorías. Luego el Bordeaux puede llevarse un jugador por año a Francia.
En 2014 Mancini jugó 28 partidos (todos como titular) en la Quinta División del club rosarino, y marcó 12 goles. En Reserva, disputó siete partidos, solo uno como titular y no marcó goles. 2015 lo encontró jugando tanto en la Cuarta División (siete partidos, seis goles), como en Reserva (tres partidos, todos ingresando desde el banco).
Su debut en la máxima categoría del fútbol argentino se produjo el 12 de julio de 2015, cuando, con apenas 18 años, Mancini fue una de las piezas clave para que la "Lepra" consiga un resultado categórico sobre Racing: 5
```
a 0, bajo la dirección técnica de 
Lucas Bernardi
.
```

Mancini terminó el torneo sin goles, en siete encuentros.
En el transcurso del Torneo de Primera División 2016 ha recibido su primera expulsión (ante San Martín de San Juan, con derrota 2-1), y ha marcado su primer gol en Primera División (ante Tigre, en un empate 3-3). En total disputó siete partidos y convirtió dos goles.

## Estadísticas

### Clubes
Actualizado de acuerdo al último partido jugado el 22 de julio de 2025.
| Club                              | Div.          | Temporada     | Liga  | Liga  | Liga   | Copas nacionales | Copas nacionales | Copas nacionales | Torneos internacionales | Torneos internacionales | Torneos internacionales | Total | Total | Total  |
| Club                              | Div.          | Temporada     | Part. | Goles | Asist. | Part.            | Goles            | Asist.           | Part.                   | Goles                   | Asist.                  | Part. | Goles | Asist. |
| --------------------------------- | ------------- | ------------- | ----- | ----- | ------ | ---------------- | ---------------- | ---------------- | ----------------------- | ----------------------- | ----------------------- | ----- | ----- | ------ |
| C. A. Newell's Old Boys Argentina | 1.ª           | 2015          | 9     | 0     | 0      | —                | —                | —                | —                       | —                       | —                       | 9     | 0     | 0      |
| C. A. Newell's Old Boys Argentina | 1.ª           | 2016          | 7     | 2     | 0      | —                | —                | —                | —                       | —                       | —                       | 7     | 2     | 0      |
| C. A. Newell's Old Boys Argentina | Total club    | Total club    | 16    | 2     | 0      | 0                | 0                | 0                | 0                       | 0                       | 0                       | 16    | 2     | 0      |
| Tours F. C. Francia               | 2.ª           | 2017-18       | 26    | 4     | 1      | 4                | 2                | 0                | —                       | —                       | —                       | 30    | 6     | 1      |
| Tours F. C. Francia               | Total club    | Total club    | 26    | 4     | 1      | 4                | 2                | 0                | 0                       | 0                       | 0                       | 30    | 6     | 1      |
| A. J. Auxerre Francia             | 2.ª           | 2018-19       | 36    | 4     | 3      | 3                | 2                | 1                | —                       | —                       | —                       | 39    | 6     | 4      |
| A. J. Auxerre Francia             | Total club    | Total club    | 36    | 4     | 3      | 3                | 2                | 1                | 0                       | 0                       | 0                       | 39    | 6     | 4      |
| Aris Salónica F. C. · Grecia      | 1.ª           | 2019-20       | 25    | 0     | 2      | 3                | 1                | 1                | —                       | —                       | —                       | 28    | 1     | 3      |
| Aris Salónica F. C. · Grecia      | 1.ª           | 2020-21       | 32    | 3     | 2      | 2                | 1                | 1                | 1                       | 0                       | 0                       | 35    | 4     | 3      |
| Aris Salónica F. C. · Grecia      | 1.ª           | 2021-22       | 31    | 5     | 3      | 3                | 0                | 0                | 2                       | 0                       | 0                       | 36    | 5     | 3      |
| Aris Salónica F. C. · Grecia      | 1.ª           | 2022-23       | 17    | 3     | 6      | 2                | 1                | 0                | 4                       | 0                       | 1                       | 23    | 4     | 7      |
| Aris Salónica F. C. · Grecia      | Total club    | Total club    | 105   | 11    | 13     | 10               | 3                | 2                | 7                       | 0                       | 1                       | 122   | 14    | 16     |
| Panathinaikos F. C. · Grecia      | 1.ª           | 2022-23       | 17    | 3     | 2      | 1                | 0                | 0                | —                       | —                       | —                       | 18    | 3     | 2      |
| Panathinaikos F. C. · Grecia      | 1.ª           | 2023-24       | 30    | 2     | 6      | 6                | 0                | 1                | 12                      | 1                       | 0                       | 48    | 3     | 7      |
| Panathinaikos F. C. · Grecia      | 1.ª           | 2024-25       | 17    | 0     | 1      | 4                | 0                | 0                | 12                      | 0                       | 2                       | 33    | 0     | 3      |
| Panathinaikos F. C. · Grecia      | 1.ª           | 2025-26       | —     | —     | —      | —                | —                | —                | 1                       | 0                       | 0                       | 1     | 0     | 0      |
| Panathinaikos F. C. · Grecia      | Total club    | Total club    | 64    | 5     | 9      | 11               | 0                | 1                | 25                      | 1                       | 2                       | 100   | 6     | 12     |
| Total carrera                     | Total carrera | Total carrera | 247   | 26    | 26     | 28               | 7                | 4                | 32                      | 1                       | 3                       | 307   | 34    | 33     |
| 1. 2. 3.                          |               |               |       |       |        |                  |                  |                  |                         |                         |                         |       |       |        |

## Palmarés

### Títulos nacionales
| Título         | Club                | País   | Año  |
| -------------- | ------------------- | ------ | ---- |
| Copa de Grecia | Panathinaikos F. C. | Grecia | 2024 |